# Le Gratteris
Le Gratteris és un municipi francès situat al departament del Doubs i a la regió de Borgonya - Franc Comtat. L'any 2007 tenia 138 habitants.

## Demografia

### Població
El 2007 la població de fet de Le Gratteris era de 138 persones. Hi havia 58 famílies de les quals 16 eren unipersonals (11 homes vivint sols i 5 dones vivint soles), 16 parelles sense fills, 21 parelles amb fills i 5 famílies monoparentals amb fills.
La població ha evolucionat segons el següent gràfic:
Habitants censats

### Habitatges
Tots els 57 habitatges que hi havia el 2007 eren l'habitatge principal de la família. 43 eren cases i 15 eren apartaments. Dels 57 habitatges principals, 43 estaven ocupats pels seus propietaris i 15 estaven llogats i ocupats pels llogaters; 1 tenia una cambra, 3 en tenien dues, 7 en tenien tres, 9 en tenien quatre i 37 en tenien cinc o més. 52 habitatges disposaven pel capbaix d'una plaça de pàrquing. A 29 habitatges hi havia un automòbil i a 24 n'hi havia dos o més.

### Piràmide de població
La piràmide de població per edats i sexe el 2009 era:
| Homes | Edats   | Dones |
| ----- | ------- | ----- |
| 0     | 95 o +  | 0     |
| 0     | 90 a 94 | 0     |
| 0     | 85 a 89 | 0     |
| 0     | 80 a 84 | 0     |
| 0     | 75 a 79 | 0     |
| 0     | 70 a 74 | 0     |
| 0     | 65 a 69 | 0     |
| 4     | 60 a 64 | 4     |
| 0     | 55 a 59 | 0     |
| 4     | 50 a 54 | 8     |
| 0     | 45 a 49 | 4     |
| 4     | 40 a 44 | 0     |
| 4     | 35 a 39 | 4     |
| 8     | 30 a 34 | 16    |
| 8     | 25 a 29 | 0     |
| 4     | 20 a 24 | 0     |
| 0     | 15 a 19 | 0     |
| 4     | 10 a 14 | 8     |
| 8     | 5 a 9   | 4     |
| 12    | 0 a 4   | 0     |

## Economia
El 2007 la població en edat de treballar era de 92 persones, 68 eren actives i 24 eren inactives. De les 68 persones actives 62 estaven ocupades (31 homes i 31 dones) i 6 estaven aturades (5 homes i 1 dona). De les 24 persones inactives 16 estaven jubilades, 5 estaven estudiant i 3 estaven classificades com a «altres inactius».
Activitats econòmiques
L'any 2000 a Le Gratteris hi havia 6 explotacions agrícoles.

## Poblacions més properes
El següent diagrama mostra les poblacions més properes.